# الإماء الشواعر (كتاب)
الإماء الشواعر. كتاب لأبي الفرج الأصبهاني يظهر براعة النساء الشواعر وهنّ يقفن مع شعراء العصر العباسي ويشهد لهن بالشاعرية الفذة مقدماً صوراً نادرة عن مجالس السحر في بغداد: إبان عصرها الذهبي ويضم الكتاب نوادر ثلاث وثلاثين شاعرة عباسية.

## محتويات الكتاب
1. عنان جارية الناطفي
2. دنانير جارية محمد بن كناسة
3. فضل الشاعرة اليمامية
4. جارية المتوكل
5. تيماء جارية خزيمة بن خازم
6. سكن جارية طاهر بن الحسين
7. فنون جارية يحيى بن معاذ
8. صرف جارية ابن خضير مولى جعفر بن سليمان
9. صرف جارية ابن خضير مولى جعفر بن سليمان
10. نسيم جارية أحمد بن يوسف
11. الكاتب
12. عارم جارية زلبهدة النخاس
13. مراد جارية علي بن هشام
14. سلمى اليمامية
15. جارية أبي عباد
16. جارية علي بن هشام
17. متيم الهشامية
18. سمراء وهيلانة
19. ظلوم جارية محمد بن مسلم
20. الكاتب
21. عريب المأمونية
22. عريب المأمونية
23. حدثني عرفة، وكيل بدعة، قال:
24. عامل جارية زينب بنت إبراهيم
25. ريا وظمياء
26. ريا وظمياء مولدتان من مولدات المدينة.
27. محبوبة جارية المتوكل
28. بنان جارية المتوكل
29. ريا جارية إسحق الموصللي
30. أمل جارية قرين النخاس
31. مثل جارية إبراهيم بن المدبر
32. نبت جارية مخفرانة المخنث
33. رابعة جارية إسحاق بن إبراهيم
34. بن مصعب
35. صاحب جارية ابن طرخان
36. النخاس
37. قاسم جارية ابن طرخان
38. بدعة الكبرى جارية عريب
39. مها جارية عريب
40. جلنار جارية أخت راشد بن إسحاق
41. الكوفي، الكاتب
42. خنساء جارية البرمكي
43. غصن جارية ابن الأحدب النخاس[2]

## وصلات خارجية
- 2- الإماء الشواعر - أبي الفرج الأصفهاني - ت: مصطفى عناية - دار عالم الكتب الحديث على يوتيوب.